# سید علی‌محمد علاقه‌بند یزدی
سید محمد علی  علاقه‌بند یزدی (۱۳۰۶–۱۱ آبان ۱۴۰۰) روحانی شیعهٔ ایرانی و از علمای برجستهٔ یزد بود.

## زندگی
علاقه بند در سال ۱۳۰۶ هجری شمسی در خانواده‌ای روحانی در یزد متولد شد و در پنج سالگی برای آموزش قرآن به مکتب خانه رفت و در مکتب، قرآن، نصاب الصبیان، سیوطی و صرف و نحو را نزد میرزا سیدعلی مکتب دار آموخت و پس از طی مقدمات علوم اسلامی از درس‌های شیخ جلال آیت اللهی، کازرونی و میرزا آقا استفاده کرد.
سپس برای ادامه تحصیل راهی نجف شد و در درس خارج سید محمدهادی میلانی، سیدجواد مدرسی و سید عبدالهادی شیرازی شرکت و پس از بازگشت در قم نیز از درس سید حسین طباطبایی بروجردی استفاده کرد. او از مفاخر یزد به‌شمار می‌رود و محبوبیت ویژه ای نزد مردم این استان دارد و ارادتمندان وی سالیان متمادی در مسجد امیرچقماق نماز را به امامت وی اقامه می‌کردند.

## درگذشت
این عالم ربانی سرانجام در ۱۱ آبان ۱۴۰۰ دعوت حق را لبیک گفت.